# Susan Panzer
Susan Panzer (* 24. September 1976 in Berlin) ist eine ehemalige deutsche Bahnradsportlerin.

## Sportliche Laufbahn
1997 gewann Susan Panzer bei den Scandinavian Open den Sprint, im 500-Meter-Zeitfahren belegte sie Platz zwei. 1998 wurde sie Europameisterin (U23) im Sprint und Dritte im Zeitfahren. 2001 und 2002 wurde sie deutsche Meisterin im Sprint, 2001 Vizemeisterin im Zeitfahren. 2004 gewann sie bei den Athens Open Balkan Championships den Sprint und wurde Zweite im Zeitfahren. Bei den Bahnradsport-Weltmeisterschaften 2001 in Antwerpen belegte sie im Sprint Rang sieben. Mehrfach errang sie zudem Podiumsplätze bei Weltcuprennen, so gewann sie im April 2004 den Teamsprint in Manchester, gemeinsam mit Katrin Meinke, wurde Zweite im Keirin und Dritte im Sprint. 2005 trat sie vom aktiven Radsport zurück.

## Erfolge
1998
- Europameisterin (U23) – Sprint
- Europameisterschaft (U23) – 500-Meter-Zeitfahren
- Deutsche Meisterin – Sprint

2001
- Deutsche Meisterin – Sprint

2002
- Deutsche Meisterin – Sprint

2004
- Bahnrad-Weltcup in Manchester – Teamsprint (mit Katrin Meinke)
- Bahnrad-Weltcup in Moskau – Keirin